# 시사껫주
시사껫주(태국어: ศรีสะเกษ)는 태국 북동부에 있는 주(창왓)의 하나이다. 이웃한 주는 서쪽부터 시계 방향으로 수린주, 로이엣주, 야소톤주, 우본랏차타니주가 있다. 남쪽으로 캄보디아의 오다르메안체이주, 프레아비헤아르주와 접한다.

## 지리
주는 메콩강의 지류인 문강의 계곡에 위치한다. 주 남쪽의 당렉산맥이 캄보디아와의 국경을 형성한다.

## 역사
주내에서 발견되는 많은 크메르 유적들은 적어도 12세기에 이곳이 크메르 제국에게 중요한 곳이었음을 보여준다. 지역의 구전에 따르면 이곳은 시나꼰람두안으로 불렸다. 아유타야 왕국의 보로마랏차 3세 왕의 치세 때인 15세기 후반에 이곳에 읍이 세워진 후에는 쿠칸으로 불렸다. 라오족이 주의 북부에 정착하면서 1786년에 쿠칸에 속하는 시사껫 읍이 형성되었다. 1904년에 원래의 읍은 후아이누아로 명명되었고 시사껫은 쿠칸으로 개칭되었다. 1912년에는 이 지역의 대부분을 관리했을 것으로 추정되는 몬톤 우돈타니가 설치되었다. 1933년에 몬톤 체제가 폐지되면서 쿤칸 주는 방콕의 직할이 되었다. 읍과 주의 이름은 1938년에 시사껫으로 복구되었다.

## 인구
2000년의 인구 조사에서 크메르어를 사용할 수 있는 인구는 26.2%로 보고되었다. 이것은 1990년의 인구 조사 때의 30.2%에 비하면 줄어든 것이다.

## 행정 구역
주에는 22개의 암프(군)와 더 세부 행정구역인 206개의 땀본 그리고 2411개의 무반 (행정 구역)이 있다.
| 1. 므앙시사껫군 2. 양춤노이군 3. 깐타라롬군 4. 깐타랄락군 5. 쿠칸군 6. 프라이븡군 7. 쁘랑꾸군 8. 쿤한군 9. 라시살라이군 10. 우툼폰피사이군 11. 븡분군 | 1. 후아이탑탄군 2. 논쿤군 3. 시라따나군 4. 남끌리앙군 5. 왕힌군 6. 푸싱군 7. 므앙찬군 8. 벤찰락군 9. 파유군 10. 포시수완군 11. 실라랏군 |

## 같이 보기
- 시사껫 FC